# Aimez-vous les femmes ?
Pour plus de détails, voir Fiche technique et Distribution.
Aimez-vous les femmes ? est un film français réalisé par Jean Léon, sorti en 1964.

## Synopsis
Jérome Fenouic, écrivain, se trouve dans un restaurant végétarien avec sa Tante Flo. À partir de cet instant, les morts se succèdent, toutes dues à une piqûre empoisonnée. 

## Fiche technique
- Titre : Aimez-vous les femmes ?
- Réalisation : Jean Léon
- Scénario : Roman Polanski, d'après le roman éponyme de Georges Bardawil
- Dialogues : Gérard Brach
- Adaptation : Jean Léon
- Producteur : Pierre Kalfon
- Production : Les films Number One
- Société(s) de distribution : Comacico (France)
- Montage : Kenout Peltier
- Photographie : Sacha Vierny
- Musique : Ward Swingle
- Genre : Comédie
- Décors : Bernard Evein, Raymond Gabutti
- Format :  Noir et Blanc - 2,35:1  - son  Mono
- Son : Guy Villette
- Durée : 100 minutes
- Date de sortie : France : 13 mai 1964
- Affiche : Jouineau Bourduge (France)

## Distribution
- Sophie Daumier : Violette / Marguerite
- Guy Bedos : Jerôme Fenouic
- Grégoire Aslan : inspecteur Rossi
- Edwige Feuillère : tante Flo
- Gérard Séty : Palmer
- Graziella Granata : l'épouse de la péniche
- Maria-Rosa Rodriguez : la stripteaseuse
- Roger Blin : Larsen
- Marc Eyraud
- Jacques Rispal
- Georges Adet : Richter
- Fernand Berset
- Philippe Castelli
- Roger Trapp
- Léo Baron
- Willy Braque
- André Katelbach
- Ernest Menzer
- Guido Alberti : M. Khouroulis
- Colette Castel : Jeanine Dupellier
- Raoul Delfosse : l'homme de la péniche
- Gordon Felio : Docteur Rotman